# Brain rot

Lo Skibidi Toilet è considerato un esempio di meme brain rot.

Il brain rot (o brainrot, lett. "marciume cerebrale") è, secondo le parole dell'Oxford English Dictionary, «il presunto deterioramento dello stato mentale o intellettuale di una persona, soprattutto come conseguenza di un consumo eccessivo di materiale (in particolare di contenuti online) considerato banale o poco impegnativo».
Secondo molti, il brain rot è determinato da vari fattori, tra cui lo scrolling tra video e porterebbe a un peggioramento della facoltà di attenzione della capacità di comprensione e delle facoltà mnemoniche.

## Storia
Il primo uso scritto del termine compare nel libro di Henry David Thoreau in Walden ovvero Vita nei boschi, pubblicato nel 1854, in cui l'autore critica il declino degli standard intellettuali dell'epoca e la tendenza della società a svalutare le idee complesse. Proprio per tale motivo, egli si chiese: «Mentre l'Inghilterra si sforza di curare il marciume delle patate, nessuno cercherà di curare il marciume del cervello (brain rot), che si diffonde in modo molto più ampio e fatale?»
Tuttavia, fu solo a partire dal nuovo millennio che si iniziò ad usare brain rot in modo più consistente. Dopo essere ricomparso nel 2004, venne utilizzato nel 2007 dagli utenti di Twitter per indicare i reality show di incontri, i videogiochi e la tendenza di "frequentarsi online" (hanging out online).
Dal 2023 la parola viene usata nel contesto di meme di Internet tra cui lo Skibidi Toilet. Nel 2024 brain rot venne eletta, in seguito a un sondaggio a cui parteciparono 337.000 persone, la "parola dell'anno" dalla Oxford University Press, battendo le altre candidate demure (lett. "discreto/riservato"), romantasy, dynamic pricing, slop e lore.
Papa Francesco menzionò la "putrefazione cerebrale" causata dalla dipendenza dalle reti sociali nel corso di un incontro con i giornalisti e i comunicatori partecipanti al Giubileo del Mondo della Comunicazione avvenuto il gennaio del 2025.